# Liên minh cá nhân
Liên minh cá nhân (tiếng Anh: personal union; tiếng Pháp: union personnelle) là sự liên hiệp giữa hai hoặc nhiều nước độc lập có chung một người (cá nhân) làm quốc trưởng trong khi biên giới, luật pháp và lợi ích của từng quốc gia đó vẫn tách biệt nhau. Liên minh cá nhân không phải là một nước liên bang, được coi như một nước duy nhất gồm nhiều bang hay tiểu bang hợp lại.
Các liên minh cá nhân có nhiều nguyên nhân, ví dụ một công chúa của một nước kết hôn với một vua nước khác, và con chung của họ thừa kế cả hai vương quyền.
Vì tổng thống các nước cộng hòa là do dân của một nước bầu chọn, nên liên minh cá nhân hầu như chỉ là một hiện tượng trong chế độ quân chủ. Từ thế kỷ 20 thì liên minh cá nhân trở nên hiếm, phần lớn là trong Khối thịnh vượng chung Anh khi vua hoặc nữ hoàng Anh đồng thời là nguyên thủ của 16 quốc gia trong khối.

## Một số trường hợp Liên minh cá nhân
- Đế quốc Tây Ban Nha và Đế quốc Bồ Đào Nha sát nhập thành Liên minh Iberia từ năm 1580-1640
- Andorra liên minh từng phần với Pháp từ năm 1607, (Tổng thống Pháp - và trước đó vua Pháp - là một trong 2 nguyên thủ của Andorra (vị đồng nguyên thủ của Andorra là giám mục giáo phận La seu d'Urgell, Catalonia, Tây Ban Nha)
- Áo liên minh cá nhân với Hungary từ năm 1867 - 1918 (Đế quốc Áo-Hung)
- Bohemia liên minh cá nhân với Ba Lan từ 1003 - 1004 (Bohemia bị Ba Lan chiếm)
- Bohemia liên minh cá nhân với Ba Lan từ 1300 - 1306 và Hungary từ 1301 - 1305
- Bohemia liên minh cá nhân với Công quốc Luxembourg từ 1313 - 1378 và 1383 - 1388
- Bohemia liên minh cá nhân với Hungary từ 1490 - 1526 (Vương triều Jagellon)
- Bohemia liên minh cá nhân với Áo và Hungary từ 1526 - 1918 (ngoại trừ 1619-1620)
- Cộng hòa Dân chủ Congo liên minh cá nhân với Bỉ từ 1885 - 1908 (khi Congo là thuộc địa của Bỉ)
- Croatia liên minh cá nhân với Hungary từ 1102 - 1918
- Đan Mạch liên minh cá nhân với Na Uy từ 1380 - 1536
- Đan Mạch liên minh cá nhân với Na Uy và Thụy Điển từ 1389 - 1521 (Liên minh Kalmar)
- Đan Mạch liên minh cá nhân với Công quốc Schleswig và Holstein từ 1460 - 1864
- Đan Mạch liên minh cá nhân với Iceland từ 1918 - 17 tháng 6 năm 1944
- Anh liên minh cá nhân với vương quốc Ireland 1541 - 1707
- Anh liên minh cá nhân với Scotland 1603 - 1707 (sau đó Scotland sáp nhập vào Vương quốc Anh)
- Anh liên minh cá nhân với Hà Lan 1689 - 1702 (thống đốc của Hà Lan cũng là vua Anh, Scotland và Ireland)
- Litva liên minh cá nhân với Ba Lan 1386 - 1569 rồi đổi thành Liên bang Ba Lan và Lietuva tới năm 1795
- Luxembourg liên minh cá nhân với Hà Lan từ 1815 - 1890
- Thụy Điển liên minh cá nhân với Na Uy từ 1814 - 1905
- Vương quốc Thịnh vượng chung bao gồm 15 quốc gia được trị vì bởi Quân chủ Anh.